# Avenue des Vosges
L'avenue des Vosges – en allemand Vogesenstraße, en dialecte alsacien Vogesestross – est l’un des axes urbains les plus importants de la ville de Strasbourg. C'est l'avenue de la ville  la plus large.
Elle constitue la colonne vertébrale de la Neustadt, le nouveau quartier construit sous l'Empire allemand à partir de 1880 au nord de la vieille ville.
L'avenue des Vosges se prolonge à l'est par l'avenue de la Forêt-Noire avec laquelle elle forme la principale artère Est-Ouest de la ville, reliant la place de Haguenau, porte d'entrée nord de Strasbourg avec l'échangeur A4/A35, aux quartiers Est de l'Esplanade, des Deux Rives et plus loin la ville de Kehl.

## Situation et accès
L'axe est presque entièrement emprunté par le bus 10, l'une des plus anciennes lignes de Strasbourg.
Dès 1904, l'axe est traversé par une voie de tramway électrifié emprunté par les lignes 2 et 10. En 1947, le tramway 10 est remplacé par un trolleybus, et en 1956, les voies sont définitivement désaffectées avec la fermeture de la ligne 2.
Depuis 2000, le tram B coupe l'avenue au niveau de l'avenue de la Paix.

## Origine du nom
Elle porte le nom du massif des Vosges.

## Historique
Construite après l'annexion de l'Alsace-Lorraine par les Allemands en 1870, elle est inaugurée en 1881 sous le nom « Vogesenstraße ». Bordée d'immeubles cossus construits pour la plupart entre 1890 et 1910 en Jugendstil, elle incarne le souhait du Kaiser de faire de Strasbourg une vitrine architecturale de l'Allemagne.
L'avenue des Vosges est conçue de manière que 13 chevaux de côté puissent y défiler, ce qui était très important pour la propagande allemande en Alsace. Elle se place dans l'axe de l'avenue d'Alsace et de l'avenue de la Forêt-Noire, référence à la géographie locale, dans la mesure où les Vosges sont à l'ouest, l'Alsace au centre, et la Forêt Noire à l'Est. En tout, l'axe mesure près de trois kilomètres.
Elle prend son nom actuel en 1918, mais le perd en 1940, où elle reprend son appellation d'origine, jusqu'en 1945. Depuis, elle n'a pas changé de nom.

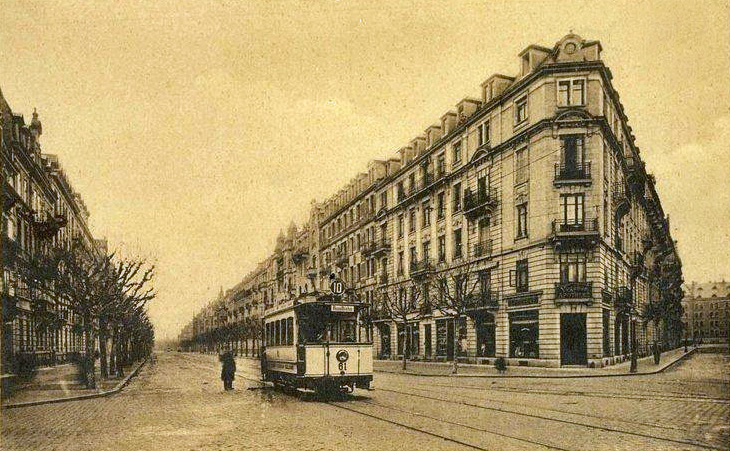
Vogesenstraße (1900)
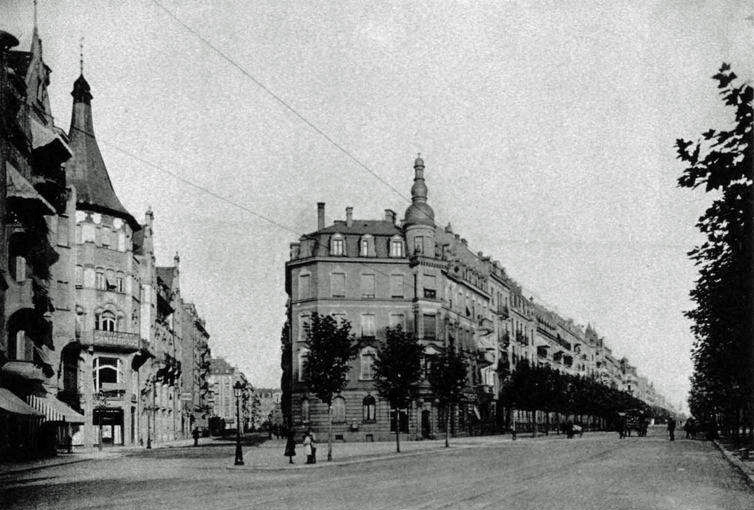
Vogesenstraße (1906)

## Bâtiments remarquables
- Construit en 1905 par les architectes Frantz Lütke et Heinrich Backes pour Emil Gersbach, l'immeuble situé au no 46 fait l'objet d'une inscription au titre des monuments historiques depuis 1975[2].
- Le bâtiment au no 23 est le plus vieux de l'avenue[réf. souhaitée].

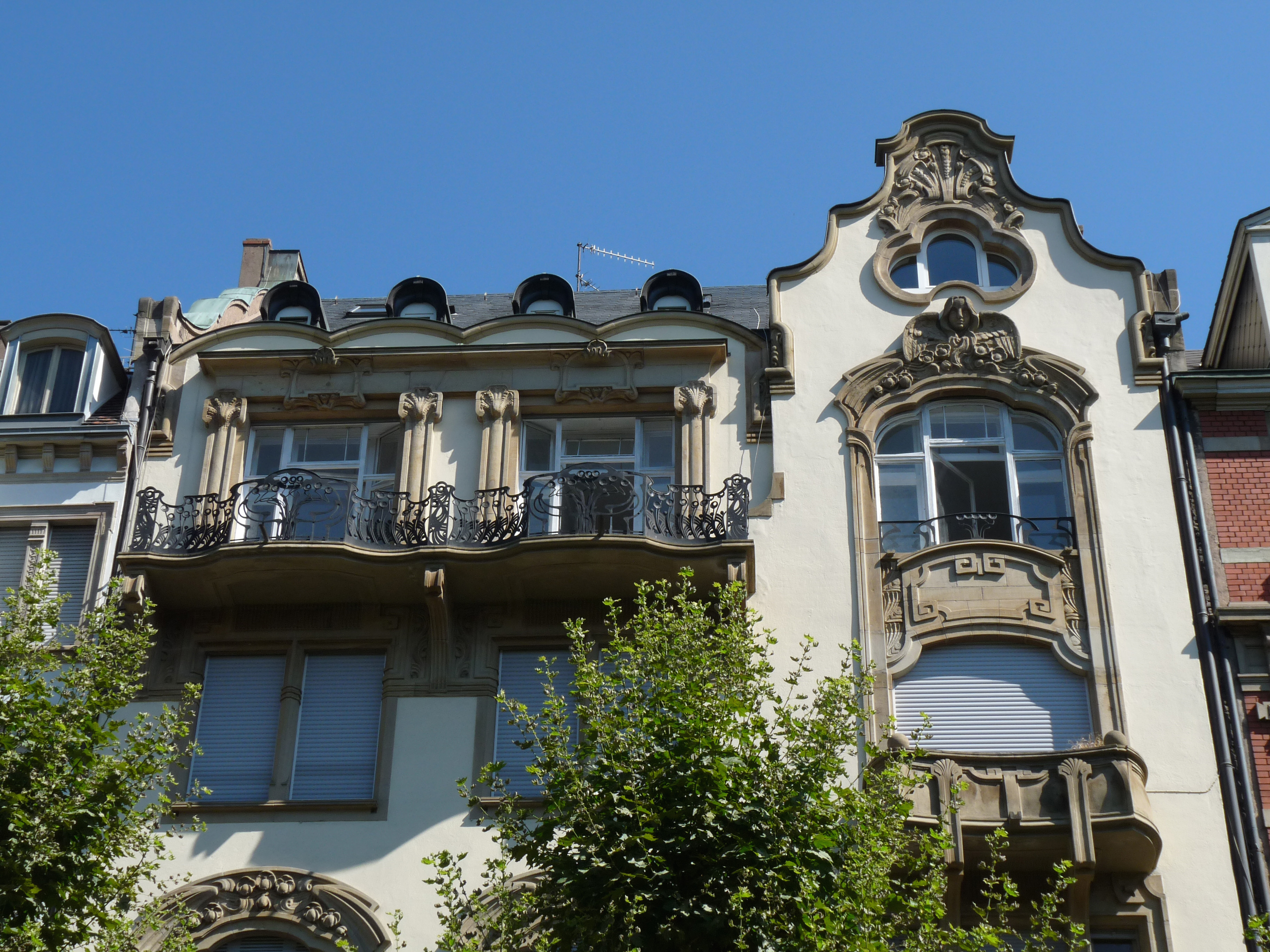
no 46
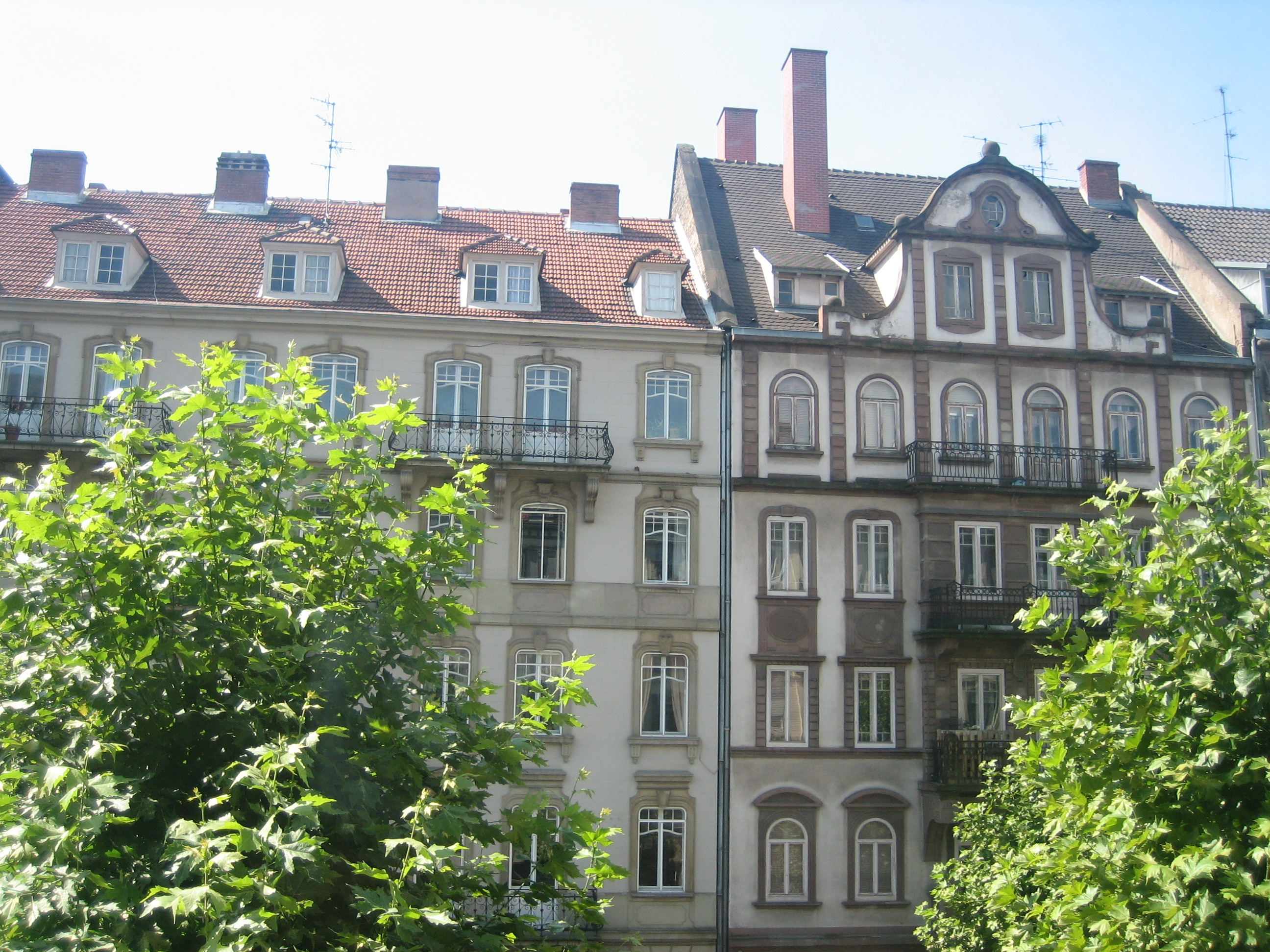
nos 49 et 51